# Victor Klemperer
Pour les articles homonymes, voir Klemperer.
Victor Klemperer, né le 9 octobre 1881 à Landsberg-sur-la-Warthe, alors dans l'Empire allemand, et mort le 11 février 1960 à Dresde, à l'époque en Allemagne de l'Est, est un écrivain et philologue allemand.
Romaniste éminent, il est l'auteur notamment d'une Histoire de la littérature française au XVIIIe siècle et d'un essai, Lingua Tertii Imperii, décryptage de la novlangue nazie utilisée comme moyen de propagande.
Il est le cousin du chef d'orchestre Otto Klemperer (1885-1973).

## Biographie
Victor Klemperer est le huitième enfant d'un rabbin appartenant au judaïsme réformé et qui, en 1890, devient 2e prédicateur de la communauté juive réformée de Berlin. Il étudie quatre ans au collège français de Berlin (1893-1897) mais le quitte avant le baccalauréat pour entrer en apprentissage dans le commerce. En 1900, cependant, il reprend ses études au Gymnasium royal de Landsberg et passe l'Abitur en 1902. Il étudie la philosophie et la philologie des langues romanes et germaniques à Munich, Genève, Paris et Berlin. En 1906, il épouse Eva Schlemmer, pianiste et musicologue et gagne sa vie comme écrivain. En 1912, il se convertit au protestantisme. Il réussit son doctorat en 1912, puis obtient l'habilitation à enseigner en 1914.
En 1914 et 1915, Klemperer travaille comme lecteur à l'université de Naples et s'engage ensuite comme soldat, où il est affecté d'abord dans l'artillerie, puis dans la censure militaire. En 1920, il devient professeur de philologie romane à l'université technique de Dresde. Il est spécialiste de littérature française du XVIIIe siècle, publiant de 1925 à 1931 en quatre volumes une Littérature française de Napoléon à nos jours. Il figure dans l'encyclopédie Brockhaus des années 1920 avec ses frères Georg (de) et Felix (de), médecins renommés.

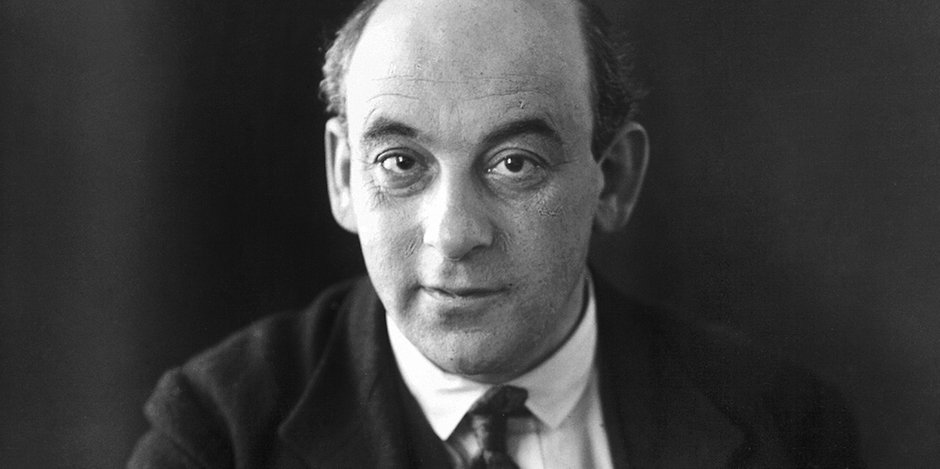
Victor Klemperer vers 1930.

Après l'arrivée des nazis au pouvoir, Klemperer se voit interdire le droit d'enseigner en raison de ses ascendances juives alors qu'il est converti depuis longtemps au protestantisme et baptisé, même s'il est à l'époque devenu athée. En avril 1935, il est mis à la retraite anticipée en tant que « non-Aryen ». Il écrit à propos de son éviction de l'université : « J'ai l'impression de me retrouver comme Ulysse face à Polyphème [qui lança à sa victime désignée] : « Toi, je te dévorerai en dernier ». ».
Son  journal personnel, qu'il avait commencé avant 1933, devient alors un moyen intellectuel de survie. Il y note jour après jour ce qu'il désigne comme « les piqûres de moustique » des humiliations et interdictions imposées par le régime et toutes les manipulations des nazis sur la langue allemande. Cette langue du Troisième Reich, Klemperer l'appelle Lingua Tertii Imperii, qu'il code pour plus de sûreté par les lettres LTI (voir plus bas). Il travaille aussi à son Histoire de la littérature française au XVIIIe siècle, l'œuvre de sa vie, commencée bien avant la période nazie, et qui n'est publiée qu'entre 1954 et 1960.
Pendant la période du national-socialisme, Klemperer vit à Dresde. À partir de 1940, avec son épouse, Eva, ils sont contraints d'habiter successivement dans trois « maisons de Juifs » (« Judenhaus », immeuble ou maison particulière dans lesquels sont regroupés les Juifs pour les isoler du reste de la population) après avoir quitté la villa qu'ils avaient fait construire et qu'ils avaient habitée au début des années 1930 à Dresde-Dölzschen (de). Le fait qu'Eva soit « aryenne » permet à son mari d'échapper à la déportation en camp d'extermination jusqu'au 13 février 1945, du fait d'une décision secrète du gouvernement nazi qui veut éviter des troubles inutiles à propos des couples mixtes[réf. nécessaire]. 
Mais à cette date les autorités décidèrent de déporter aussi les « couples mixtes », alors que le camp d'Auschwitz-Birkenau était déjà libéré par les Soviétiques, preuve de la folie exterminatrice du régime jusqu'aux derniers jours. Victor et Eva Klemperer ne durent leur survie qu'au bombardement de Dresde, l'attaque aérienne étant survenue le soir même, dans la nuit du 13 au 14 février 1945, détruisant presque entièrement la ville. Survivants par miracle, ils décidèrent alors, sous l'impulsion d'Eva qui arracha l'étoile jaune du manteau de son mari, de profiter de la confusion qui s'ensuivit pour s'enfuir, dans une Allemagne en proie au chaos de la déroute.
Après une fuite de plusieurs mois à travers la Saxe et la Bavière, les Klemperer revinrent en juin 1945 à Dresde et se réinstallèrent dans leur maison à Dölzschen. Klemperer employa les mois suivants, pendant lesquels son avenir professionnel restait incertain, à la rédaction de son livre LTI, qui parut en 1947.
Émigrer dans les zones occidentales était hors de question pour lui, car il aimait mieux passer le reste de sa vie avec les « rouges » plutôt qu'avec les anciens « bruns ». Après une courte réflexion, Eva et Victor adhérèrent au KPD et firent ainsi partie au sens le plus large de l'élite politique de Dresde. De 1947 à 1960, Klemperer enseigna aux universités de Greifswald, Halle et Berlin. En 1950, il fut nommé député à la Chambre du peuple (Volkskammer) en tant que représentant du Kulturbund, ainsi que membre titulaire de l'Académie des sciences, et il essaya de donner à la langue française une place convenable en RDA.
Après la mort d'Eva Klemperer, le 8 juillet 1951, il se remaria en 1952 avec Hadwig Kirchner (1926-2010), une germaniste de quarante-cinq ans sa cadette, qui participa après sa mort à la publication de ses notes quotidiennes.
Victor Klemperer mourut en février 1960 âgé de 78 ans. Il repose au cimetière de Dresde-Dölzschen (de) auprès d'Eva.

## Un témoin engagé

### Lingua Tertii Imperii: la langue du Troisième Reich
L'allemand permet de créer des mots composés et les nazis ne se sont pas privés de cette possibilité pour "inventer" (Klemperer ne croit pas à l'invention mais à la réutilisation) des mots à même de servir leur propagande. Il y a donc eu une langue nazie. Ce sont les particularités de cette « novlangue » que Victor Klemperer a consciencieusement notées pendant les années du nazisme, ce qui lui servait aussi à garder son esprit critique et à résister individuellement à l'emprise du régime hitlérien.
Par exemple, les nazis ont beaucoup utilisé le préfixe Volk-, le peuple (par exemple, Volkswagen), parce qu'ils voulaient donner l'impression qu'ils servaient le peuple. Ils ont aussi remis au goût du jour certaines runes du Moyen Âge, c'est de là que vient le sigle en éclair des SS. Là, le but était de faire croire à toute la population que le nazisme n'était pas nouveau mais qu'il était issu de l'Allemagne ancienne, qu'il incarnait la vraie Allemagne. Et que sur les décombres de la crise de 1929, le IIIe Reich durerait 1 000 ans.
Il souligne aussi l'importance chez les nazis du vocabulaire organique pour décrire la société comme un ensemble vivant, tendance préférée volontairement à une pensée systémique.
Klemperer souligne dans ses carnets toutes les possibilités d'asservir une langue, et donc la pensée elle-même, à l'œuvre de manipulation des masses. Pourtant, les nazis ont récupéré la plupart de leurs traditions chez les fascistes italiens, comme les grandes réunions publiques dans des stades, le salut avec la main tendue, les chemises brunes (noires en Italie), les bannières, le tribun qui éructe ses discours devant la foule…

### Journal
Victor Klemperer a tenu un journal tout au long de sa vie. La partie qui couvre la période nazie a été publiée en Allemagne en 1995 avant d'être traduite en 2000 en français. Dans son Journal, il mêle les détails de la vie quotidienne, les observations politiques et sociales, les réflexions sur la nature humaine et sur la nature de la langue, toutes deux perverties par le IIIe Reich. Klemperer décrit les privations, les humiliations, l'asphyxie progressive de celui qui mène une existence de paria, les disparitions successives des amis et surtout de la très grande majorité des Juifs de Dresde. Il fait preuve d'une remarquable  lucidité sur son sort, sur le sort de millions de Juifs dans les camps et affirme sa volonté de témoigner pour l'histoire.

## Distinction
Victor Klemperer est décoré en 1956 de l'ordre du mérite patriotique (Vaterländischer Verdienstorden), section « Argent ».

## Œuvres
- Die moderne französische Prosa 1870-1920, Berlin 1923
- Die französische Literatur von Napoleon bis zur Gegenwart, 4 Bde., Berlin 1925-31 (Neuausg. 1956 unter dem Titel Geschichte der französischen Literatur im 19. und 20. Jahrhundert)
- Notizbuch eines Philologen, Berlin, 1947
- Geschichte der französischen Literatur im 18. Jahrhundert, Bd. 1: Berlin, 1954, Bd. 2: Halle 1966
- Victor Klemperer: Curriculum Vitæ (Band I – II). Aufbau Taschenbuch Verlag 1996,  (ISBN 3-746-65500-5)
- Victor Klemperer: Leben sammeln, nicht fragen wozu und warum - Tagebücher 1919 - 1932. Aufbau Taschenbuch Verlag 1996,  (ISBN 3-351-02391-X)
- Victor Klemperer: Ich will Zeugnis ablegen bis zum letzten - Tagebücher 1933 - 1945 (Band I – VIII). Aufbau Taschenbuch Verlag,  (ISBN 3-7466-5514-5)
- Victor Klemperer: Und so ist alles schwankend - Tagebücher Juni - Dezember 1945. Aufbau-Verlag 1996,  (ISBN 3-7466-5515-3)
- Victor Klemperer: So sitze ich denn zwischen allen Stühlen. Tagebücher 1945 - 1959 (Band I – II). Aufbau Taschenbuch Verlag 1999,  (ISBN 3-351-02393-6)

### Son journal
- Mes soldats de papiers, journal 1933-1941, et  Je veux témoigner jusqu'au bout, journal de 1942-1945, deux volumes, traduit(s) de l'allemand par Ghislain Riccardi, Michèle Kiintz-Tailleur et Jean Tailleur, Paris, Le Seuil, 2000.
- Das Tagebuch, journal 1945-1949
- Victor Klemperer, LTI, la langue du Troisième Reich. Carnets d'un philologue, traduit et annoté par Elisabeth Guillot, présenté par Sonia Combe et Alain Brossat, Paris, Albin-Michel, coll. Bibliothèque Idées, 1996, réédition en livre de poche, Agora Pocket n° 2002 (ISBN 2-266-13546-5).
- Victor Klemperer: LTI - Lingua Tertii Imperii. Reclam Verlag Leipzig,  (ISBN 3-379-00125-2)

## Documentaire
- La langue ne ment pas, film documentaire de Stan Neumann (85 minutes, Arte, novembre 2004) d'après les journaux de Victor Klemperer de 1933 à 1945. Prix Scam du Meilleur Documentaire 2006.